# Tång (handverktyg)

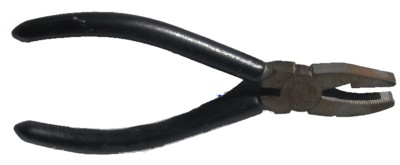
Tång.

Tång är ett handverktyg som består av två skänklar som är förenade med en bult. Beroende på ändamål har tänger olika utseende. Tången fungerar enligt principen för den tvåarmade hävstången.
En avbitartång kan beskrivas som en kombination av de enkla maskinerna hävstång och kil som bygger på samma princip som sax.
Ordet tång, i denna bemärkelse, är belagt i svenska språket sedan början av 1400-talet.

## Ändamål för tänger med exempel

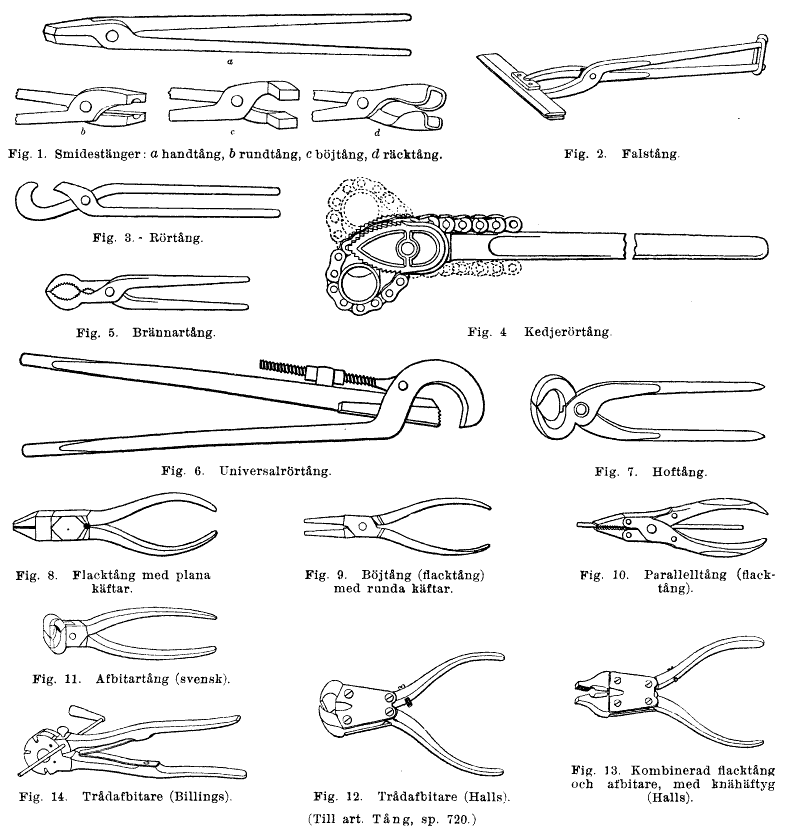
Tänger av olika typer.

1. Hålla fast (runda eller platta föremål)
  1. Näbbtång (spetsig tång)
  2. Plattång (eller flacktång)
  3. Locktång
  4. Dragtång (för att greppa tråden vid tråddragning)
  5. Parallelltång (med parallellgående käftar)
  6. Muttertång (för att dra rundade muttrar)
  7. Polygrip (ställbar)
  8. Rörtång
  9. Smidestång
  10. Svetstång (låsbar, för att fixera detaljer vid svetsning)
2. Klippa av
  1. Sidavbitare
  2. Ändavbitare, nära besläktad med griptång/hovtång (se nedan)
  3. Kraftavbitare (används oftast för avklippning av wirar och kraftigare stållinor)
  4. Nageltång (även Nagelklippare)
  5. Bultsax
3. Dra ut
  1. Griptång eller hovtång (för hovslagaren att dra ut hästskosöm (kallas även då för bräcktång) och snickaren att dra ut spik)
4. Forma
  1. Böjtång
  2. Skentång (guldsmedsverktyg med en platt och en mjukt rundad sida för att forma ringskenor)
  3. Falstång (för att böja plåt)
  4. Skränktång (för att skränka (växelvis sidböja) sågtänder)
  5. Håltång (med hålpipor för att ta upp hål i bland annat läder)
  6. Krustång för att bland annat krusa band till örngott[3]
5. Montera
  1. Modulartång för montering av modularkontakter
  2. Presstång för att montera stift och hylsor på kabel medelst kontaktpressning.
  3. Låsringstång för montering och demontering av låsringar samt för bygge av ringväv i fjäderstål
  4. Najtång för montering, sammanlänkning (najning) och fixering av armeringsjärn vid betonggjutning.
6. Flera funktioner
  1. Kombinationstång (plattång, rörtång, sidavbitare), även kallad linjetång
  2. Radiotång (plattång med lång spets, sidavbitare)